# 施塔姆海姆
施塔姆海姆（德語：Stammheim）是瑞士联邦苏黎世州安德尔芬根区的市镇，成立于2019年1月1日，由旧市镇上施塔姆海姆、下施塔姆海姆和瓦尔塔林根合并而来。该市镇面积为23.93平方千米，海拔高度440米，2017年12月31日人口数为2,746。